# 刑部人
刑部 人（おさかべ じん、1906年5月5日 - 1978年3月8日）は、日本の洋画家。

## 来歴・人物
栃木県下都賀郡家中村（現在の栃木市都賀町家中）に生まれる。東京府立一中時代には、同期に高見順や長沼弘毅がいた。同校在学中、高見順らと廻覧雑誌を創刊する。
1922年（大正11年）から川端画学校に通い、1924年（大正13年）に東京美術学校西洋学科に入学。東京美術学校在学中に和田英作に師事し、帝展に初入選した。
1929年（昭和4年）に東京美術学校西洋学科卒業。1943年に新文展で無鑑査となる。さらに1946年、1947年には出品作品が日展特選となった。
画家として順調なスタートを切ったが、ヨーロッパ各地で起こっていたフォーヴィズム、キュビズムをはじめとする新しい芸術運動の波のなかで、他の多くの画家たち同様に一時的なスランプに陥る。
作風について悩んだ果てにたどり着いたのは、時流に惑わされず本来の写実中心の自分の道に帰ることだった。先輩洋画家の金山平三との数々の写生旅行を経て、刑部は絵筆により細部を精緻に組み立てていく表現を超え、ペインティングナイフのバネの反動を利用して生乾きの絵具を重ねていくアクション・ペインティング風の独特の画風を生み出す。
刑部がアトリエを構えた下落合は当時「落合文化村」と呼ばれ、佐伯祐三ほか多くの画家や小説家が住んでいた。1941年には、刑部邸の隣の土地に林芙美子が夫の緑敏と居を構えた（現・林芙美子記念館）。画家だった緑敏は薔薇づくりを趣味としており、刑部は隣家から毎年季節になると届く薔薇を好んで描いた。梅原龍三郎、中川一政、朝井閑右衛門等も緑敏の薔薇を描いたが、画家たちが巻きのやわらかいつぼみや、虫の食った葉を好むので、緑敏はわざと自然のままに花をつくったという。
1958年（昭和33年）から新世紀美術展に参加した。

## 年譜

### 生涯
- 1906年 - 5月5日、栃木県下都賀郡家中村大字家中に生まれる。
- 1915年 - 9歳頃から、川端龍子、鶴田吾郎の主幹する「スケッチ倶楽部」の通信講座を受ける。
- 1918年 - 父の東京転任にともない12歳で上京。この頃から、大森・新井宿に川端龍子を訪ねるようになる。
- 1922年 - 16歳頃から、日本画家の川端玉章が設立し、藤島武二などが主任を務めた本郷の川端画学校に通う。
- 1924年 - 東京美術学校西洋画科（現在の東京藝術大学美術学部油絵科）に入学する。
- 1928年 - 第9回帝展において「友人の肖像」が初入選となる。
- 1931年 - 美校の1年後輩だった画家・島津一郎[3]（島津製作所3代目社長島津源吉の長男）の妹・鈴子と結婚し、東京都豊多摩郡落合町大字下落合（現在の新宿区中井）にアトリエを構える（国会議事堂、島津製作所東京支社などを手掛けた建築家 吉武東里設計）。
- 1940年 - 芝浦の東京高等工芸学校（現在の千葉大学工学部）助教授となる。
- 1943年 - 新文展無鑑査となる。
- 1946年 - 第1回日展（日本美術展覧会）に「冬の軽井沢」を出品し、特選となる。金山平三と山形県大石田への写生旅行に同行。
- 1948年 - 第4回日展に「渓流」を出品し、特選となる。
- 1951年 - 日本橋三越にて第1回個展を開催。以後、計27回開催。
- 1958年 - 新世紀美術協会に参加、第3回新世紀美術展に「渓流（奥入瀬）」を出品。
- 1967年 - 日展審査員に選ばれる。
- 1976年 - 70歳を記念し、日動画廊で「刑部人記念展」（銀座・名古屋）を開催。『刑部人画集』日動出版部）を刊行。
- 1978年 - 腎不全のため死去。享年71。勲4等瑞宝章を受ける。

### 死後
- 1979年 - 栃木県立美術館にて回顧展「刑部人展」が開催される。全216点出品。
- 1987年 - 日動画廊にて回顧展「刑部人」（銀座・福岡）が開催される。
- 2004年 - 栃木県立美術館にて「刑部人展 昭和日本紀行」展が開催される[4]。
- 2007年 - 那須野が原博物館にてアートリンクとちぎ2007「刑部人 自然との対話・限りなき風景の体現」展が開催される（2007年10月27日 - 2008年2月3日）[5]。
- 2008年 - とちぎ蔵の街美術館にて「開館5周年記念展 アートリンクとちぎ2008　風景の旅人 刑部人展」が開催される。
- 2010年 - 日動画廊本店（東京・銀座）にて「刑部人展 －片雲の旅人－」開催。
- 2010年 - 日動画廊名古屋店にてあいちトリエンナーレ パートナーシップ事業「受け継がれし美－金山平三　刑部人　五月女政平」展が開催される（5月18 - 27日）[6]。
- 2011年 - 日動画廊にて「金山平三・佐竹徳・刑部人　～自然を謳う巨匠たち～」が開催される。
- 2014年 - 目白美術館オープン記念企画「刑部人展」が開催される（7月28日 - 8月15日）。
- 2015年 - 日動画廊にて「刑部人展」が開催される[7]。
- 2018年 - 板橋区立美術館の20世紀検証シリーズNo.6「東京⇆沖縄池袋モンパルナスとニシムイ美術村」展にて刑部の絵が展示され、また義父母、島津源吉・とみの「落合文化村」形成への関わりについて紹介される（2月24日 - 4月15日）[8]。
- 2019年 - とちぎ蔵の街美術館にて企画展「田中一村と刑部人 ―希望と苦悩のあいだ―」が開催される（1月16日 - 3月21日）[9]。
- 2019年 - 目白美術館にて「刑部人展」が開催される。
- 2021年 – 丸紅ギャラリー開館記念展I「日仏近代絵画の響き合い」に「吉野」が出展される（11月1日 – 2022年1月31日）[10]。
- 2022年 – 栃木県立美術館 「題名のない展覧会―栃木県立美術館50年のキセキ」に「写生」「友人の肖像」が出店される（4月16日 – 6月26日）[11]。

## 主な作品
- 吉野［制作年不明・丸紅ギャラリー蔵］
- 高見順像［1928・日本近代文学館蔵］
- 友人の肖像［1928・栃木県立美術館蔵］
- 自画像［1929・東京藝術大学大学美術館蔵］
- 裸体［1929・神奈川県立近代美術館蔵］
- 冬の軽井沢［1946］
- 冬の渓流（塩原）［1964年・東京都現代美術館蔵］
- りんごの花［1955・栃木県立美術館蔵］
- 銚子海岸［1955・栃木県立美術館蔵］
- 山畑［1961・神奈川県立近代美術館蔵］
- 写生［1961・栃木県立美術館蔵］
- 写生する金山先生［1961・笠間日動美術館蔵］
- りんご園［1962・栃木県立美術館蔵］
- 塩尻峠［1967・栃木県立美術館蔵］
- 塩原紅葉［1960年代後半・栃木県立美術館蔵］
- 渓流（塩原）［1971・栃木県立美術館蔵］
- 奈良初秋［1971・ひろしま美術館蔵］
- 雪渓（塩原）［1971・東京藝術大学大学美術館蔵］
- 千曲川鳥瞰図［1971?・長野県信濃美術館蔵］
- 吉野山上千本［1973・栃木県立美術館蔵］
- ばら（マジョリカ壺）［1974・栃木県立美術館蔵］
- 暮坪の海（山形県）［1976・神奈川県立近代美術館蔵］
- 姨捨枝垂桜［1977・長野県信濃美術館蔵］
- 我庭（冬）［新宿区立新宿歴史博物館蔵］
- 塩原渓流
- 十和田湖畔
- 断崖
- 奥入瀬渓流

## 記念碑
東京都府中市に墓が設けられ記念碑が併設されていたが、2023年（令和5年）12月に墓じまいが行われ、記念碑は2024年（令和6年）4月に故郷の栃木市都賀町家中に移設された。